# Chýšť
Chýšť är en ort i Tjeckien.   Den ligger i regionen Pardubice, i den centrala delen av landet, 80 km öster om huvudstaden Prag. Chýšť ligger 258 meter över havet och antalet invånare är 196.
Terrängen runt Chýšť är huvudsakligen platt. Chýšť ligger uppe på en höjd. Runt Chýšť är det ganska tätbefolkat, med 96 invånare per kvadratkilometer. Närmaste större samhälle är Pardubice, 19,4 km sydost om Chýšť. I omgivningarna runt Chýšť växer i huvudsak blandskog.